# Powder Puff Derby

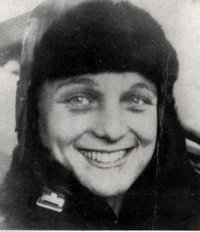
Louise Thaden

Das Cleveland Women’s Air Derby, heute hauptsächlich bekannt als Powder Puff Derby (Puderquastenrennen), war das weltweit erste Luftderby nur für Pilotinnen. Es fand vom 13. bis 20. August 1929 statt und führte von Santa Monica in Kalifornien nach Cleveland in Ohio. 1977 wurden die Rennen aufgegeben.
Seinen Spitznamen erhielt es vom Komiker Will Rogers, der es nach dem damals für Frauen üblichen Kosmetikutensil als „Powder Puff Derby“ bezeichnete. Der Name wurde auch von Teilnehmerinnen, wie der Siegerin des Rennens, Louise Thaden, übernommen.

## Teilnahmebedingungen und Teilnehmerinnen
Als Teilnahmebedingung galt: Alle Pilotinnen mussten einen Flugschein und mindestens 100 Stunden Erfahrung in der Luft vorweisen können und ihre Flugzeuge mussten über eine „für Frauen angemessene Motorisierung“ verfügen. Opal Kunz, deren Flugzeug 300 PS hatte, wurde deswegen disqualifiziert: Ihr Flugzeug sei „zu schnell für eine Frau“. Kunz fand eine schwächere Maschine und flog trotzdem mit.
Achtzehn Amerikanerinnen und zwei Ausländerinnen nahmen am Women’s Air Derby teil. Pilotinnen waren die Amerikanerinnen Pancho Barnes, Marvel Crosson, Amelia Earhart, Ruth Elder, Claire Mae Fahy, Edith Foltz, Mary Haizlip, Opal Kunz, Mary von Mach, Ruth Nichols, Blanche Noyes, Neva Paris, Margaret Perry, Phoebe Omlie, Gladys O’Donnell, Louise Thaden, Bobbi Trout, Vera Dawn Walker sowie die Deutsche Thea Rasche und die Australierin Jessie Keith-Miller.

## Ablauf
Bereits vor dem Start kam es zu einem Zwischenfall. Als über die Zwischenlandungen auf der Rennstrecke beschlossen wurde, wollten die Organisatoren die Zwischenlandungen in den Städten ansetzen, die ihnen für diese „Werbung“ am meisten Geld boten; die Fliegerinnen jedoch in jenen mit den besten Flugplätzen. Obwohl die Organisatoren mit der Disqualifikation drohten, streikten die Pilotinnen geschlossen und konnten sich so durchsetzen.
Die 4500 km lange Strecke wurde in Tagesetappen von 500 km aufgeteilt. Die Strecke war sehr anspruchsvoll, und es gab viele Pannen und Unfälle. Zum Beispiel entdeckte Blanche Noyes über der texanischen Wüste einen Brand im Gepäckraum ihres Flugzeuges. Sie landete, löschte das Feuer mit Sand und flog anschließend weiter. Die Teilnehmerinnen bewiesen Teamgeist und halfen sich gegenseitig bei Reparaturen und technischen Problemen.
Andererseits wurden die Pilotinnen an jedem Etappenziel von der anwesenden Menge und Presse so frenetisch gefeiert, dass sie neben Empfängen und Banketten kaum Zeit hatten, sich um ihre Maschinen oder etwas Schlaf zu kümmern. Unwetter, Fehler der Organisation, Krankheiten und Unfälle führten dazu, dass die Fliegerinnen immer näher zusammenrückten.
13 Teilnehmerinnen erreichten das Ziel in Cleveland. Erste wurde Louise Thaden, Zweite Gladys O’Donnell und Dritte Amelia Earhart.

## Folgen
Unmittelbar nach dem Rennen trafen sich die Frauen und gründeten eine eigene Pilotinnenorganisation, die Ninety Nines („Club der Neunundneunzig“). 1947 begründete die Organisation das All-Woman Air Race von Palm Springs nach Tampa, mit nur zwei Pilotinnen im ersten Jahr. 1948 wurde das Ereignis umbenannt in All-Woman Transcontinental Air Race, und in den folgenden Jahren belebte die Presse den alten Namen powder puff derby wieder, der von den Ninety Nines mit Stolz akzeptiert wurde. Das letzte Rennen dieser Art wurde 1977 durchgeführt, danach musste es aus Kostengründen aufgegeben werden.

## Reaktionen auf das Rennen
Die Reaktionen der Presse auf das erste Rennen waren unterschiedlich. Zeitungen wie die New York Times berichteten über den Jubel der Zuschauer an den Zwischenetappen während des „Spurts“ (dash) von Kalifornien nach Ohio. Die New York Times leitete ihren Artikel über den Ausgang des Rennens mit der Beschreibung ein, die verbliebenen 15 Wettbewerberinnen wären „müde und sonnenverbrannt, aber erfolgreich im Wissen, daß sie das Recht der Frauen zu fliegen klipp und klar verteidigt hatten“.
Andere bezeichneten die Pilotinnen als „Petticoat-Piloten“ und „Schätzchen der Luft“ und beschrieben sie als „unweiblich“ und „frivol“. Man war der Meinung, dass sich die gut 20 Teilnehmerinnen zanken und streiten würden und dass deshalb keine von ihnen das Ziel erreichen würde.
Ihr Mut und ihr Können brachten den Pilotinnen nicht etwa Lob ein, im Gegenteil. Der Tod der abgestürzten Marvel Crosson wurde von der Presse als Beweis dafür genommen, dass Frauen nicht fliegen können.

„Die Bezeichnung entbehrte nicht ganz der Begründung. Während des Fluges stand die Fliegerin ganz ihren Mann, kaum gelandet war sie aber nichts anderes mehr als völlig Frau, Puderquaste und Lippenstift wurden als erste in Bewegung gesetzt, um für Photographen und Zuschauer möglichst schön zu sein.“

„Ganz gleich, welches Kostüm sie auch trugen, alle waren tapfer, lustig und hilfsbereit gewesen. Das letzte Stückchen Eis und Proviant wurde geteilt, und der Kompasskurs mit seinen Missweisungen wurde denen verraten, die ihn nicht selbst errechnen konnten.“

„Es war wirklich eine ganz famose Kameradschaft, zu der uns der gemeinsame Kampf, die Unbill der Witterung und die Schwierigkeiten dieser 5200 km langen Rennstrecke zusammengeschweisst hatten.“